# Нікулін Лев Веніамінович
Нікулін Лев Веніамінович (прізвище при народженні — Олькеницький; 20 травня 1891, Житомир — 9 березня 1967, Москва) — російський радянський письменник, сценарист. Лауреат Державної премії СРСР за роман «Росії вірні сини» (1951).

## Життєпис
Народився в родині відомого театрального діяча. Закінчив Одеське комерційне училище (1910), прослухав курс лекцій у Сорбонні (1910–1911, Париж), потім вступив до Московського комерційного інституту. В роки війни Росії проти України був політпрацівником Червоної армії, у 1919 р. — сценаристом на кінофабриці Наркомвоєна України «Червона зірка» і Всеукраїнського кінокомітету.
Учасник збройної агресії проти Української народної республіки.
Ранні науково-фантастичні оповідання і повісті Нікуліна, написані, в основному, в 1923-28 рр. і відносяться до сатиричної і гумористичної НФ, склали ядро збірки — «Бацила щирості» (1926), «Банний лист» (1927), «Ні з того, ні з сього» (1927), «Привиди Арбатского ринку» (1927). Єдиний науково-фантастичний роман автора — «Таємниця сейфа» (1925; ін. — «Продавці таємниці») — по суті також «антикапіталістичний» памфлет (див. Капіталізм, Політика). У ряді НФ р-поклик 1940-х рр. — «Угадиватель думок» (1948) та ін. — Відсутня фейлетонна буфонада, її змінила виразна трагічна інтонація.
За його сценаріями в Україні створено фільми:
- «Радянські ліки» (1919, у співавт. з Я. Ядовим),
- «Мир хатам, війна палацам» (1919, у співавт. з Б. Леонідовим),
- «Перше травня»,
- «Повстаньте, гнані і голодні!» (1919),
- «Отаман Хміль» (1923).

Потім був на дипломатичній роботі, а в роки нацистсько-радянської війни — фронтовим кореспондентом. Нагороджений орденами: «Знак Пошани», Трудового Червоного Прапора, медалями. Був членом Спілки письменників Росії.